# زينب تشامجي
زينب تشامجي (مواليد 11 ديسمبر 1986) هي ممثلة تركية، حصلت في عام 2013 على جائزة أفضل ممثلة عن دورها في فيلم مريم في مهرجان البرتقالة الذهبية أنطاليا للأفلام العالمية..

## روابط خارجية
- زينب تشامجي على موقع IMDb (الإنجليزية)
- زينب تشامجي على موقع روتن توميتوز (الإنجليزية)
- زينب تشامجي على موقع قاعدة بيانات الأفلام العربية
- زينب تشامجي على موقع ألو سيني (الفرنسية)
- زينب تشامجي على موقع قاعدة بيانات الفيلم (الإنجليزية)
- زينب تشامجي على موقع كينوبويسك (الروسية)